# Cup-a-Soup

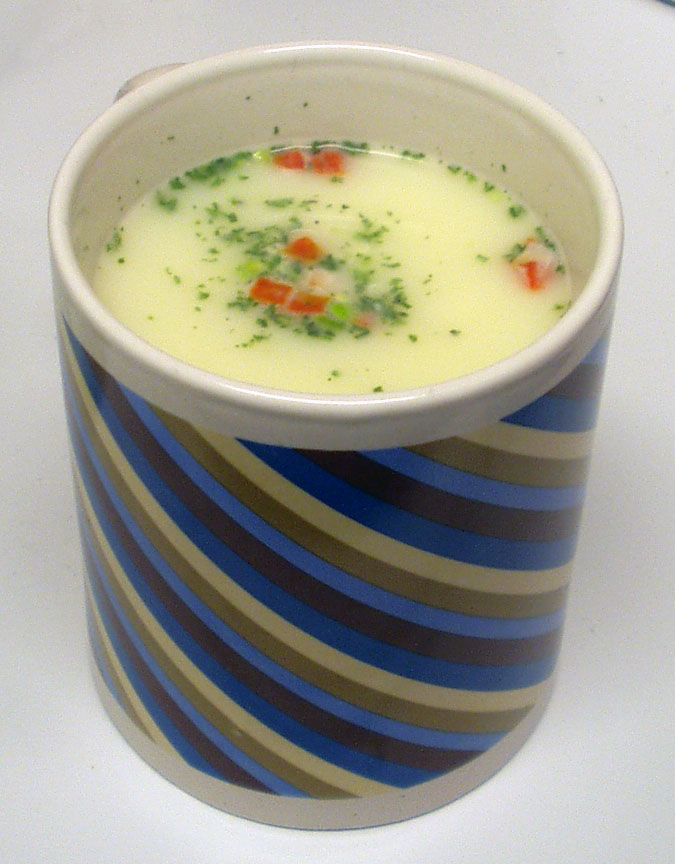
一杯冲调好的Cup-a-Soup

Cup-a-Soup是一种即溶汤产品，以不同品牌在全球范围内销售。其以袋装粉末出售，烹饪方法是:将粉末倒入杯子中，然后倒入沸腾的水并搅拌。
在美国和加拿大，该产品由联合利华的立顿品牌生产和销售，在澳大利亚则以Continental品牌生产和销售。在英国，该产品以Batchelors Cup-a-Soup 的形式出售，该品牌现在归Premier Foods所有。在荷兰，它以Unox品牌出售。在南非、瑞典、比利时、丹麦、德国、阿根廷、波兰与印度，它以Knorr品牌销售，它们都是相同的产品。
Cup-a-Soup的口味包括蔬菜通心粉\鸡肉面条\番茄汤\鸡肉\蔬菜味。英国还有一个低热量版本，名为“Slim-a-Soup”，口味略有不同，比如地中海番茄味。在2007年还推出了“Cup-a-Soup Extra”